# Серое дерево (картина Мондриана)
Серое дерево (англ. Gray Tree) — картина голландского художника Пита Мондриана, одного из основоположников абстрактной живописи, написанная в 1911 году.

## Описание
Картина относится к периоду, когда Мондриан начал экспериментировать с кубизмом: ограниченная палитра красок, фон и передний план очень смешаны. Техника, с которой выполнено дерево, в неуловимо овальной форме, напоминает техники Пикассо и Брака. Овальная форма в работах Мондриана впоследствии стала более явной.